# No. 4 (álbum)
№ 4 es el cuarto álbum lanzado por la banda estadounidense de hard rock Stone Temple Pilots, lanzado el 26 de octubre de 1999 por Atlantic Records. El álbum fue un retorno a las raíces de rock duro anteriores de la banda, a la vez que mezcla elementos del heavy metal, el rock psicodélico y el rock alternativo. A pesar de la falta de promoción debido a la pena de prisión de un año del cantante Scott Weiland, poco antes del lanzamiento del álbum, No. 4 fue certificado Platinum por la RIAA el 7 de agosto de 2000, y por la CRIA en agosto de 2001 la canción "Down" fue nominada a la Mejor Interpretación de Best Hard Rock Performance en los Grammy Awards. El álbum también produjo uno de los mayores éxitos de STP, "Sour Girl", que llegó al #78 en el Hot 100, la única canción que aparece en esa carta. Se trata del álbum más duro de la banda desde su álbum debut.

## Estilo musical
No.4 muestra un esfuerzo deliberado por la banda para volver a un sonido orientado al rock más duro ofrecido en sus dos primeros álbumes. Allmusic citó el álbum como STP "esfuerzo más difícil" desde Core, señalando que "es como si STP decidió competir directamente con la nueva generación de bandas de alt-metal que valoran la agresión sobre los ganchos o riffs." Stephen Erlewine también escribió que No.4 "es un disco que consolida todas sus fuerzas.".

## Lista de canciones
1. «Down» — 3:48
2. «Heaven & Hot Rods» — 3:26
3. «Pruno» — 3:14
4. «Church On Tuesday» — 3:00
5. «Sour Girl» — 4:16
6. «No Way Out» — 4:19
7. «Sex & Violence» — 2:54
8. «Glide» — 5:00
9. «I Got You» — 4:15
10. «MC5» — 2:42
11. «Atlanta» — 5:18

## Posiciones en las listas
"No. 4" y sus sencillos hicieron varias apariciones en las listas de Billboard de América del Norte.
| Lista (1999–2000)                    | Posición más alta |
| ------------------------------------ | ----------------- |
| Australia (ARIA)                     | 21                |
| Alemania (Offizielle Top 100)        | 41                |
| Canadian Albums (Billboard)          | 5                 |
| Nueva Zelanda (RMNZ)                 | 33                |
| Escocia (Scottish Albums Chart)      | 82                |
| UK Albums (OCC)                      | 101               |
| Reino Unido (UK Rock & Metal Albums) | 4                 |
| US Billboard 200                     | 6                 |

| Lista (2024)                       | Posición más alta |
| ---------------------------------- | ----------------- |
| Hungarian Physical Albums (MAHASZ) | 21                |

| Lista (2000)                        | Posición |
| ----------------------------------- | -------- |
| Canadian Albums (Nielsen SoundScan) | 176      |
| US Billboard 200                    | 161      |

### Sencillos
| Año  | Sencillo            | Mainstream Rock Tracks | Modern Rock Tracks | Adult Top 40 | Hot 100 |
| ---- | ------------------- | ---------------------- | ------------------ | ------------ | ------- |
| 1999 | "Down"              | 5                      | 9                  |              | 107     |
| 2000 | "Heaven & Hot Rods" | 17                     | 30                 |              |         |
| 2000 | "No Way Out"        | 17                     | 24                 |              |         |
| 2000 | "Sour Girl"         | 4                      | 3                  | 37           | 78      |